# Poppensteen

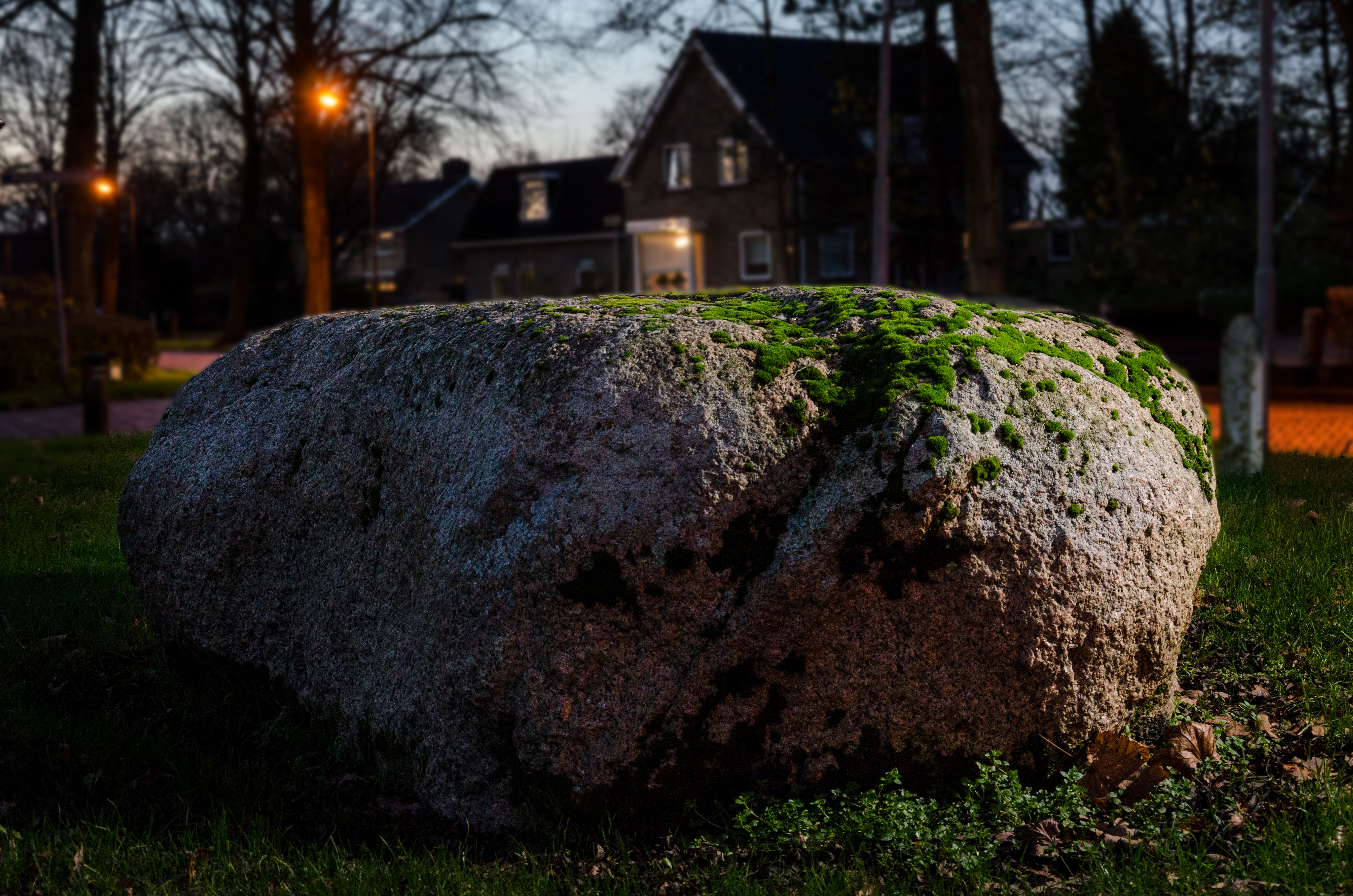
Poppensteen (2015)

De Poppensteen (Fries: Poppestien) is een granieten zwerfkei op de Hillamaweg (in het westen) in de Friese plaats Bergum (Fries: Burgum) in Nederland. 
In 1871 werd over de steen geschreven:

Men verwijdert wegens den aanleg van den straatweg den Poppesteen te Bergum.

Kinderen werd verteld dat kleine babies (Fries: Lytse Poppen) zich onder deze steen zouden verstoppen. Een liedje van Hendrik Bulthuis vertelt hoe de poppensteen even omhoog zou komen, zodat de moeder het baby'tje snel kan pakken:
Als de loden haan kraait, komt hij even omhoog, en dan pakt onze Burgumer moeder haar poppetje— Hendrik Bulthuis
De steen werd verplaatst naar de kruising Hillamaweg en Prinses Margrietstraat, waar deze tot op de dag van vandaag ligt.